# Tydzień Kultury Beskidzkiej
Tydzień Kultury Beskidzkiej – doroczny festiwal folklorystyczny, odbywający się od 1964 na przełomie lipca i sierpnia w Wiśle, Żywcu, Szczyrku, Oświęcimiu, Makowie Podhalańskim, Ujsołach, Istebnej i Jabłonkowie. Organizatorem jest Regionalny Ośrodek Kultury w Bielsku-Białej.

## Opis
Podczas Tygodnia Kultury Beskidzkiej odbywają się koncerty zespołów polskich i zagranicznych, które prezentują oryginalne bogactwo ludowej muzyki, tańca, śpiewu, obrzędów i zwyczajów. Ponadto ludowi artyści prezentują swoją twórczość, a organizacje i instytucje kultury osiągnięcia w zakresie ochrony, dokumentacji i popularyzowania dorobku ludowej kultury. 
W ramach festiwalu odbywają się również: "Festiwal Folkloru Górali Polskich" w Żywcu, "Międzynarodowe Spotkania Folklorystyczne" w Wiśle, "Gorolski Święto" w Jabłonkowie, "Wawrzyńcowe Hudy" w Ujsołach i "Festyn Istebniański" w Istebnej. Symbolem Tygodnia Kultury Beskidzkiej jest klepok, tradycyjna drewniana zabawka. Ze względu na swój zasięg, czas trwania, liczbę koncertów i widzów jest to jeden z największych festiwali folklorystycznych w Polsce.
Pierwsza edycja Tygodnia Kultury Beskidzkiej zainicjowana przez Jerzego Drozda, będącego dyrektorem Szkoły Muzycznej w Cieszynie i znawcą kultury muzycznej Podbeskidzia, odbyła się w sierpniu 1964 w Wiśle. W muszli koncertowej amfiteatru zaprezentowały się zespoły z Wisły, Jabłonkowa, Istebnej, Jaworzynki, Koniakowa, Goleszowa, Cieszyna i Żywca.
W 2009 na festiwalu wystąpiły 83 zespoły polskie i 23 zagraniczne (m.in. z Brazylii, Turcji, Ekwadoru, Chorwacji, Indii, Słowacji czy Grecji).